# Walter Cronkite
Walter Leland Cronkite Jr. (Missouri, 1916. november 4. – New York, 2009. július 17.) amerikai televíziós újságíró, aki 19 éven át (1962-1981) a CBS Evening News műsorvezetője volt. Az 1960-as és 1970-es években gyakran hivatkoztak rá, mint „Amerika legmegbízhatóbb emberére”, miután egy közvélemény-kutatásban így nevezték.
1937 és 1981 között számos eseményről tudósított, többek között a második világháborús bombázásokról, a nürnbergi perekről, a vietnámi háborúban vívott harcokról; a Dawson's Field-i gépeltérítések; Watergate; az iráni túszválság; valamint John Fitzgerald Kennedy elnök, Martin Luther King Jr. polgárjogi mozgalom úttörője és John Lennon Beatles-zenész meggyilkolása. 
Az amerikai űrprogramról szóló átfogó tudósításairól is ismert volt, a Merkúr-projektől a Holdra szállásig és az űrsiklóig. Ő volt az egyetlen nem NASA-tag, aki megkapta a Felfedezések nagykövete díjat. Cronkite legismertebb mondata a következő volt: "És ez így van rendjén". Ezzel a mondattal zárta a híreket. A mondatot az adás dátuma követte.

## Élete
Cronkite 1916. november 4-én született a Missouri állambeli Saint Josephben, Helen Lena (született Fritsche) és Dr. Walter Leland Cronkite fogorvos fiaként.
Cronkite a Missouri állambeli Kansas Cityben élt tízéves koráig, amíg a családja a texasi Houstonba nem költözött.

## Magánélete
Cronkite közel 65 évig volt házas Mary Elizabeth "Betsy" Maxwell Cronkite-tal, 1940. március 30-tól 2005. március 15-én rákban bekövetkezett haláláig. Három gyermekük született: Nancy Cronkite, Mary Kathleen (Kathy) Cronkite és Walter Leland (Chip) Cronkite III (aki Deborah Rush színésznő felesége). Cronkite 2005 és 2009 között Joanna Simon énekesnővel járt. Unokája, Walter Cronkite IV, ma a CBS-nél dolgozik.
Cronkite kitűnő vitorlázó volt, szívesen vitorlázott az Egyesült Államok part menti vizein saját építésű, 48 lábas Sunward "WYNTJE" nevű hajójával. Cronkite tagja volt az Egyesült Államok Parti Őrségének segédcsapatának, és tiszteletbeli kapitányi rangot kapott. Az 1950-es években sportautó-versenyző volt, még az 1959-es Sebringi 12 órás versenyen is részt vett.
Cronkite állítólag rajongott a diplomáciai játékért, amely a pletykák szerint Henry Kissinger kedvenc játéka volt.

## Halála
2009 júniusában Cronkite-ról azt jelentették, hogy halálos beteg. 2009. július 17-én, 92 éves korában, New York-i otthonában halt meg. Úgy tartják, hogy agyi érrendszeri betegségben halt meg. Temetésére 2009. július 23-án került sor a New York-i Manhattan belvárosában található Szent Bertalan-templomban. Számos újságíró közül sokan részt vettek a szertartáson; Tom Brokaw, Connie Chung, Katie Couric, Charles Gibson, Matt Lauer, Dan Rather, Andy Rooney, Morley Safer, Diane Sawyer, Bob Schieffer, Meredith Vieira, Barbara Walters és Brian Williams. Temetésén barátai megemlítették, hogy szerette a zenét, és újabban a dobolást is. Hamvasztás után maradványait felesége, Betsy mellé temették a családi parcellába Kansas City-ben.